# س. جاي براون
س. جاي براون (بالإنجليزية: C. J. Brown)‏ هو لاعب كرة قدم أمريكية أمريكي، ولد في 1991 في تروي في الولايات المتحدة.

## روابط خارجية
- س. جاي براون على موقع كلية كرة القدم في سبورتس رفرنس.كوم (الإنجليزية)